# Martín Chaves
Martín Nicolás Chaves García (Colonia del Sacramento, Uruguay; 12 de mayo de 1998) es un futbolista uruguayo que juega como delantero.

## Trayectoria
Chaves comenzó su carrera juvenil en la ciudad natal de Colonia del Sacramento con Nacional de Colonia y Juventud Colonia. Pronto se mudó a Montevideo donde se unió a la cantera del Peñarol, el club más exitoso de Uruguay. No logró ingresar a la selección absoluta del carbonero y se unió al club brasileño Grêmio a préstamo en 2017, donde fue asignado a su equipo de reserva.
En enero de 2019 firmó por Juventud de Las Piedras de la Primera División de Uruguay. Sin embargo no recibió ningún minuto de juego con su equipo mayor, tanto en el Torneo Apertura y Torneo Intermedio. 
El 29 de agosto de 2019 firmó un contrato de un año con el NorthEast United de la Superliga de India.

## Selección nacional
Chaves es un fue internacional juvenil con Uruguay y representó a su nación en el Campeonato Sudamericano Sub-17 de 2015 que se llevó a cabo en Paraguay. Hizo su debut en el torneo el 15 de marzo en una victoria por 1-0 contra Ecuador. Jugó un partido más en el torneo ya que su equipo finalmente terminó quinto.

## Clubes
| Club                    | País    | Año         |
| ----------------------- | ------- | ----------- |
| Peñarol (3ra división)  | Uruguay | 2016 - 2017 |
| Gremio (Sub-20)         | Brasil  | 2017 - 2018 |
| Peñarol (3ra división)  | Uruguay | 2018 - 2019 |
| Juventud de las Piedras | Uruguay | 2019        |
| NorthEast United        | India   | 2019 - 2020 |
| A.S. Rodos              | Grecia  | 2021 - 2022 |
| Rajasthan United        | India   | 2022        |
| Churchill Brothers      | India   | 2023 - 2024 |
| Gokulam Kerala          | India   | 2024 - act. |